# Saint-Symphorien-d’Ozon

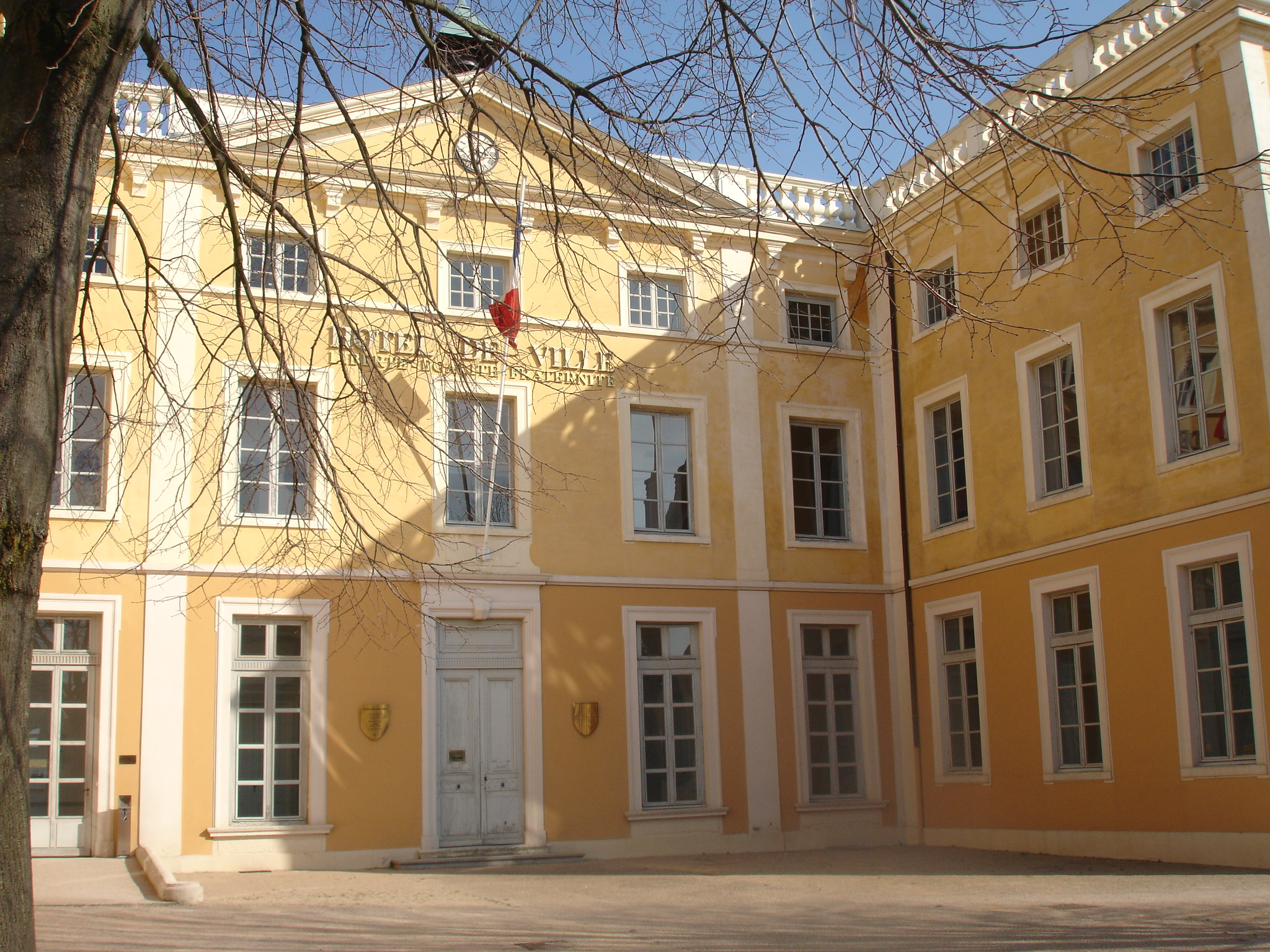
Ratusz w Saint-Symphorien-d’Ozon, 2010

Saint-Symphorien-d’Ozon – miejscowość i gmina we Francji, w regionie Owernia-Rodan-Alpy, w departamencie Rodan.
Według danych na rok 1990 gminę zamieszkiwało 5167 osób, a gęstość zaludnienia wynosiła 386 osób/km² (wśród 2880 gmin regionu Rodan-Alpy Saint-Symphorien-d’Ozon plasuje się na 166. miejscu pod względem liczby ludności, natomiast pod względem powierzchni na miejscu 884.).